# Eli Creek
Eli Creek est un cours d'eau de l'île Fraser, dans le Queensland, en Australie. Le plus important de l'île, il se jette dans la mer de Corail sur sa côte orientale. En aval, les derniers mètres avant qu'il n'atteigne la plage appelée 75 Mile Beach ont été aménagés pour que les touristes puissent se baigner en suivant le courant.